# 亮甲店镇
亮甲店镇，是中华人民共和国河北省唐山市玉田县下辖的一个乡镇级行政单位。

## 行政区划
亮甲店镇下辖以下地区：
亮甲店村、沙沟村、杨五官屯村、肉张屯村、孔五官屯村、吴各庄村、马店子村、袁庄村、韩家林村、小营村、何庄子村、大小韩庄村、东岗村、富裕村、河西刘把村、姜水桥村、兴达村、新建村、五泉山村、西胡村、新四村、学士铺村、张金庄村和张唐幸福村。